# Jean-Luc Chassel
Jean-Luc Chassel est un enseignant-chercheur et historien médiéviste français né en 1956.
Assistant puis maître de conférences d'histoire du droit à l’Université Paris Nanterre, président de la Société française d'héraldique et de sigillographie, lauréat de l'Institut de France, il est spécialiste de sigillographie, d'héraldique et des institutions médiévales.

## Biographie
Assistant en 1982, puis maître de conférences de 1994 à 2021 à l’Université Paris Nanterre, Jean-Luc Chassel a soutenu en 1993 une thèse d’État intitulée Signes, mémoire et institutions. Ses recherches sur le Moyen Âge touchent trois grands domaines : les signes d’identité, les institutions de l’époque féodale, notamment en Bourgogne, ainsi que les rituels et les formalismes juridiques.
À l’UFR Droit et Science politique de l’Université Paris Nanterre, il assume les fonctions de
responsable du tutorat pédagogique (1995-1999) puis de directeur de l’équipe de formation de
la licence (2006-2009).
Auteur de nombreux articles scientifiques, il reçoit en 2004 le prix Auguste Prost de l'Académie des Inscriptions et Belles-Lettres pour son ouvrage consacré aux sceaux de la Champagne médiévale.
Jean-Luc Chassel est élu président de la Société française d'héraldique et de sigillographie en 2017, après avoir exercé plusieurs années la charge de secrétaire général, sous les mandats de Robert-Henri Bautier et d'Édouard Secrétan, puis celui de vice-président sous Michel Pastoureau. Il est également directeur de la Revue française d'héraldique et de sigillographie et membre de l'Académie internationale d'héraldique. 
En 2021, il est nommé officier de l'ordre des Palmes académiques.

## Publications

### Direction d’ouvrages
- Avec Dominique Delgrange, Les matrices de sceaux. Actes de la journée d’étude internationale de la Société française d’héraldique et de sigillographie, Paris, Le Léopard d'Or, 2016
- Avec Marc Gil, Pourquoi les sceaux ? La sigillographie, nouvel enjeu de l’histoire de l’art, Villeneuve d'Ascq, Publications de l’Institut de recherches historiques du Septentrion, 2011 (Institut de recherches historiques du Septentrion, 46)
- Les sceaux, sources de l’histoire médiévale en Champagne. Actes des tables rondes de la Société française d’héraldique et de sigillographie, Paris, Société française d’héraldique et de sigillographie, 2007
- Sceaux et usages de sceaux : images de la Champagne médiévale, Paris, Somogy éditions d’art, 2003 (prix Auguste Prost de l'Académie des Inscriptions et Belles-Lettres)

### Éditions
- Vie de Garnier, prévôt de Saint-Étienne de Dijon. Étude, texte et traduction, Asnières-sur-Seine, 2021

## Distinctions
- Officier de l'ordre des Palmes académiques